# Mamut srstnatý
Mamut srstnatý (Mammuthus primigenius, z ruského мамонт) je vyhynulý druh mamuta z čeledi slonovitých a řádu chobotnatců. Patří k nejznámějším pravěkým živočichům vůbec a jeho role v lidské kultuře je poměrně významná a dlouhodobá.

## Popis
Mamuti srstnatí byli obecně podobní dnešním slonům (jimž byli i vzdáleně příbuzní, zejména pak slonovi indickému). Nebyli větší než dnešní samci slona afrického, v kohoutku měřili do 3,4 metru a vážili kolem 6000 (maximálně pak asi 8000) kg. Zástupci obou pohlaví měli dlouhé zahnuté kly (samci podstatně větší a delší) a až 90 cm dlouhé chlupy. Anatomii mamuta srstnatého známe dobře zejména díky velkému počtu zmrzlých „mršin“, které se dochovaly v permafrostu na Sibiři a Aljašce.
V době ledové obývali severní, střední i západní Evropu, Severní Ameriku a severní Asii. Vyvinuli se z mamuta stepního asi před 400 000 lety. Archeologické nálezy prokázaly jejich častou interakci s pravěkým člověkem (v případě neandrtálců i archaických Homo sapiens). Poslední mamuti přežívali na Wrangelově ostrově ještě v historické době a vyhynuli pravděpodobně někdy kolem roku 1650 př. n. l.